# 오타와 스카이호크스
오타와 스카이호크스(Ottawa SkyHawks)는 온타리오주 오타와을 연고지로 하는 2013년~2014년 NBL 캐나다 센트럴 디비전 소속 프로 농구 팀이다.

## 역대 홈경기장
| 오타와 스카이호크스  |               |                   |      |
| 경기장               | 사용기간      | 장소              | 비고 |
| 캐네디언 타이어 센터 | 2013년~2014년 | 온타리오주 오타와 | 빈칸 |